# 新能源交易所
新能源交易所有限公司 （英語：New Energy Exchange Limited），前稱可再生能源交易有限公司（英語：Renewable Energy Trade Board Corporation；又名可再生能源交易所）、中国科技发展集团有限公司（英語：China Technology Development Group Corporation）及Tramford International Limited，是一間中國投資控股公司。公司在英屬處女群島註冊為international business company（一種離岸公司），但公司總部在中國香港的信德中心西座10樓1010至1011室（截至2013年），或根據報導，信德中心西座14樓1407室。公司曾經在1996年至2013年，在美國纳斯达克上市。公司主要股東是招商新能源集團（截至2013年），為招商局集團一員。招商新能源集團的香港總部亦為信德中心西座10樓，但佔用1010至1012室，而姊妹公司熊貓綠能，亦同樣使用1012室作總部。招商局集團的總部在信德中心東座，或稱為招商局大廈。

## 歷史

### 美國上市
Tramford International Limited在1995年9月，於英屬處女群島註冊為international business company（一種離岸公司），並於1996年12月13日，在美國纳斯达克上市。

### 改名「中国科技发展集团」
2006年，公司改名China Technology Development Group Corporation，譯名中国科技发展集团有限公司，股票代號 CTDC。2007年，公司又計劃引進戰略投資者，例如香港註冊的「新華金網國際」（英語：Xinhua Gold Net International），以及國企子公司國康醫藥器材（英語：Guo Kang Pharmaceutical & Medical Supplies）等。
2009年10月，中国科技发展集团宣佈收購BVI公司「中国科技光伏电力控股」（英語：China Technology Solar Power Holdings Limited；簡稱）的51%股權，該公司經營青海德令哈市的一座光伏电站。但於2010年，中国科技发展集团放棄收購該公司；該公司的全部股權，改由香港創業板上市公司一創科技（現名中科光電控股；簡稱中科光電）向趙東平、袁慶蘭旗下的百好投資有限公司（英語：Good  Million Investments Limited）收購。
2010年4月，中国科技发展集团收購中國民營企業「新唐传媒科技」，該公司與中國官方通訊社新華社有所合作。同年11月，公司收購泉州市的「凌阳能源科技」。

### 除牌及後續業務
2011年年底，公司考慮由纳斯达克退市。2012年，公司法律英文名稱改為，譯名：可再生能源交易有限公司，又名：可再生能源交易所、EBOD。2013年2月，公司正式由纳斯达克退市，同時改在美國場外交易集團交易。因為不再是纳斯达克上市公司，公司並不再需要向美国证券交易委员会提交財務報表Form 20-F以作公佈。
2012年1月，公司與保利协鑫、招商新能源簽署共建太陽能發電站的協議 。根據2012年12月的公佈，簽約方分別為英屬處女群島註冊的（譯名：招商新能源控股）、保利協鑫能源的子公司「保利協鑫投資」及可再生能源交易所:53。
2012年11月，公司出售在「招商新能源控股」的少數股權（8.69%）:33予香港上市公司金保利新能源。該批股份由可再生能源交易所的子公司、英屬處女群島註冊的（譯名：中國綠色控股；不是中國綠色食品控股）擁有。完成交易後，「招商新能源控股」借殼金保利新能源上市；可再生能源交易所，與其第一大股東招商新能源集團及「招商新能源控股」的其他前股東（保利協鑫能源、中利科技集團等），成為金保利新能源的新股東。金保利新能源其後改名聯合光伏集團；「招商新能源控股」則改名「中國太陽能電力集團」。
2013年12月13日，可再生能源交易所，透過子公司「可再生能源（香港）交易有限公司」，伙拍姊妹公司聯合光伏集團（自2017年5月17日改名熊貓綠能），向中國上市公司、民企中利科技集團（中利科技）收購其子公司「常州鼎晖新能源」、其二級子公司「中利腾晖共和新能源」和「海南州亚晖新能源电力」，作價人民币1,000万元。鼎晖新能源及其子公司，經營位於青海省共和县的太陽能光伏發電站，總裝機容量180MW。2013年12月30日，可再生能源交易有限公司，透過子公司可再生能源（香港）、二級子公司「招商局漳州開發區創大太陽能」（自2015年6月4日改名「招商局漳州开发区丝路新能源」），再向中利科技收購其子公司「常州光昱新能源」、二級子公司「吐魯番中利騰暉光伏發電」、「哈密輝騰光伏電力」，作價人民币1,000万元。光昱新能源及其子公司，在新疆吐鲁番市、哈密市，經營太陽能光伏發電站，總裝機容量80MW。
2014年6月，可再生能源交易有限公司再出售其擁有的「常州鼎晖新能源」55%股權，以原價人民币550万元，出售予聯合光伏集團 。2014年10月，可再生能源交易有限公司，又出售「常州光昱新能源」予其主要股東招商新能源集團、姊妹公司聯合光伏集團，作價人民币4,257万元。而截至2013年12月31日，常州光昱新能源的未經審核淨資產為人民币4,059万元。當時，可再生能源交易所，仍是聯合光伏集團的股東之一，若計及相關股份（英語：underlying），佔5.83%已發行股本（截至2013年12月31日）或佔7.58%已發行股本（截至2014年12月31日）:65。而聯合光伏集團的董事會主席兼首席執行官李原，截至2014年12月31日，亦是可再生能源交易所的董事會主席兼首席執行官:10、招商新能源集團的董事兼第二大股東，佔46.44%（在2015年降至20.64%）:10, 66。
公司其後再改名，譯名新能源交易所有限公司。
2015年12月，新能源交易所，透過間接子公司「招新能源投資（上海）」，再出售更多發電站予姊妹公司聯合光伏集團。該交易包括「唐山招新太陽能發電」，經營位於唐山市的光伏發電站，以及「五家渠利商光伏電力」，經營位於五家渠市的光伏發電站，兩者的總裝機容量一共40MW，總作價人民币3.56億元（可經買賣合約下調）。而在交易前，聯合光伏集團亦是「招新能源投資（上海）」的股東，佔20%。而「唐山招新太陽能發電」、「五家渠利商光伏電力」的未經審核資產淨值，在2015年10月，只有人民幣1,210萬元。
2016年，新能源交易所增持聯合光伏集團。
2017年1月9日，間接子公司「招商局漳州开发区丝路新能源」（簡稱招商丝路新能源，舊名「招商局漳州開發區創大太陽能」）、招商丝路新能源的子公司「招新能源投資（上海）」，又宣佈收購中國上市公司河南东方银星投资（簡稱东方银星）24%的股票，取代賣方、民企晋中东鑫日盛信息技术（簡稱晋中东鑫，前稱晋中东鑫建材贸易），成為东方银星的第一大股東。但是不足一星期交易被取消。招商丝路新能源亦計劃收購上市公司新疆准东石油技术股份有限公司（簡稱准油股份），但最後該批司法拍賣股票，由「燕润投资」投得。
新能源交易所沒有參與熊貓綠能在2018年12月宣佈的非公開配售新股。截至2018年12月31日，計及相關股份，新能源交易所仍與招商局、其他一致行動人，合共持有熊貓綠能26.03%股權:65。

### 2020年 重大变化
新能源交易所，及其董事长李原，於2020年被指卷入巨额公款盗窃案。事源上市公司熊猫绿能2020年7月公告，2014-2017年间，該公司被熊猫绿能前董事长兼首席执行官李原多次非法转走熊猫绿能所擁有的存款，超过港币十亿元 ，部分汇入新能源交易所。此巨额公款盗窃案，熊猫绿能自稱当时的董事局其他成员不知情也未授权。独立专业调查顾问毕马威发现是李原口头指示支付，而且事后准备假文件 。毕马威建议向新能源交易所追索, 及向执法机关举报。
讽刺的是，李原 于2019年6月才不知何故辞去熊猫绿能董事长兼首席执行官 。2020年 5月，熊猫绿能的核数师普華永道会计事务所举报发现巨额款流向不正常。

## 主要股東
在最後公開的2011年年度報告（Form 20-F）顯示，英屬處女群島註冊的招商新能源集團（英語：China Merchants New Energy Group）為新能源交易所（曾時名為中国科技发展集团）的第一大股東，佔18.37%。招商新能源集團前稱，以及，實際總部位於深圳南山區蛇口工業區。而2011年當時，新能源交易所的第二大股東為CMTF Private Equity One，佔14.77%。根據資料，CMTF Private Equity One是招商證券的間接子公司；招商證券亦是招商局集團成員。截至2012年，招商新能源集團的第一大股東為招商局集團，第二大股東為李原:36。
曾經是金網資本、文化傳信集團的大股東的Harvest Smart Overseas Limited，亦曾經在2006年左右，是中国科技发展集团的第三大股東；當時的第二大股東為北京控股集團（英語：Beijing Holdings）。而在2007年引進的新投資者新華金網國際，亦與Harvest Smart Overseas共用同一香港通訊地址，並同由劉麥穎鏇（麥穎鏇）代表，麥穎鏇當時亦受僱文化傳信集團。
在2013年退市後，招商局集團仍為新能源交易所的主要股東，截至2015年，為20.33%（透過CMTF Private Equity One及招商局集團全資子公司）；李原擁有9.9%，但招商新能源集團不再是股東。而另一股東，曾在2017年發公開信，要求新能源交易所有限公司派發所擁有的熊貓綠能（舊名聯合光伏集團）股票予股東作特別息。

## 外部連結
- 官方网站
- 舊官方網站1（存檔）
- 舊官方網站2（存檔）
- 所有在美国证券交易委员会的文件 （页面存档备份，存于） （英文）